# 秦福荣
秦福荣（1959年—），四川眉山人，汉族，中华人民共和国政治人物、第十二届全国人民代表大会四川地区代表。中共峨眉山市委副书记。
加入中国共产党。2013年，担任全国人大代表。